# Bill Bright
William R. Bright (19 octobre 1921 – 19 juillet 2003) est un évangéliste américain. En 1951, à l'Université de Californie à Los Angeles, il fonde Campus Crusade for Christ, un ministère destiné aux étudiants. En 1952, il écrit Les Quatre Lois Spirituelles. En 1979, il produit le film Jésus.
En 2001, il démissionne de son poste de dirigeant de l'organisation et Steve Douglass devient président.

## Jeunesse et éducation
Bill Bright nait à Coweta, dans l'Oklahoma, le 19 octobre 1921. Il est le sixième enfant et le cinquième fils de Forrest Dale et Mary Lee Rohl Bright. Son père, Forrest Dale, est éleveur de bétail, tandis que sa mère, Mary Lee, est institutrice avant son mariage. Le père de Bill, est activement impliqué dans le Parti républicain de l'Oklahoma, et Bill reste un fervent républicain toute sa vie. Il étudie l'économie à l'Université d'État Northeastern de Tahlequah, dans l'Oklahoma. Étudiant à la Northeastern State University, il est initié à la section Zeta de la fraternité Sigma Tau Gamma, et reçoit ensuite le statut d'ancien élève honorable de la fraternité christo-centrée Alpha Gamma Omega. En 1942, il s'engage dans la réserve de la marine américaine, mais ne participe pas au combat en raison d'une rupture du tympan survenue lors d'une partie de football américain au lycée.
Au début de sa vingtaine, il s'installe à Los Angeles, en Californie, et fonde une entreprise appelée « Bright's California Confections ». Dans les années 1940, il fréquente la Première Église presbytérienne de Hollywood, où il se convertit au christianisme évangélique. Bright est influencé par Henrietta Mears, directrice de l'éducation chrétienne à la Première Église presbytérienne, et par Billy Graham, qui devient plus tard un éminent dirigeant évangélique américain.
En 1946, Bill Bright quitte son commerce de confiserie pour poursuivre des études bibliques et théologiques au Princeton Theological Seminary et au Séminaire théologique Fuller. Selon l'historien John G. Turner, Bright rencontre des difficultés dans ses études et n'obtient son diplôme dans aucun de ces établissements. Alors qu'il étudie au Fuller Seminary, il ressent ce qu'il considère comme l'appel de Dieu à tendre la main aux étudiants et abandonne ses études. Avant de commencer son ministère sur le campus, il vend son entreprise de confiseries et règle un différend financier avec ses anciens partenaires commerciaux, la famille Taylor.

## Famille
Bill Bright épouse Vonette Bright le 30 décembre 1948. Ils étaient fiancés depuis le printemps 1946. Cependant, à la demande des parents de Vonette, Bill accepte de retarder le mariage jusqu'à l'obtention de son diplôme du Texas State College for Women en 1948. Au cours des années 1950, Bill et Vonette adoptent deux garçons nommés Brad et Zachary Bright,,.

## Carrière

### Écrits
En 1965, Bright écrit Les Quatre Lois Spirituelles, un pamphlet chrétien d'évangélisation. Dans ce livre, il expose sa vision des principes fondamentaux de la foi chrétienne concernant le salut. Il résume cette vision en quatre lois ou principes spirituels qui régissent ce qu'il considère comme la relation de l'être humain avec Dieu. Le livre se termine par une prière de repentance.

### Création de Campus Crusade for Christ,
Bright a initialement prévu de produire un film évangélique intitulé « La Grande Aventure », mais abandonne le projet en raison d'un manque de financement.
Bien que Bright ait initialement envisagé de s'associer à d'autres églises, son désenchantement quant à leur capacité à encadrer les nouveaux convertis au christianisme le conduit à fonder Campus Crusade for Christ, une organisation paraecclésiale. En 1951, après avoir recruté plusieurs bénévoles du Fuller Seminary et de l'église presbytérienne d'Hollywood, Bright fonde le premier chapitre de Campus Crusade à l'Université de Californie à Los Angeles (UCLA). Selon Turner, Campus Crusade est également inspiré par le désir de Bright de combattre l'influence communiste dans les universités américaines, dont UCLA, alors considérée comme un foyer de radicalisme étudiant.
En 1952, la croisade de Bright sur le campus aurait converti 250 étudiants de l'UCLA, dont le président du corps étudiant, le rédacteur en chef du journal du campus et plusieurs athlètes, dont le décathlonien afro-américain et futur olympien Rafer Johnson. 
En 1953, Campus Crusade établit son siège social sur Westwood Boulevard, à Los Angeles. Le rayonnement de Bright sur le campus est également soutenu par sa mentore presbytérienne d'Hollywood, Henrietta Mears, qui permet aux Bright de partager sa maison de Bel Air et prend la parole lors de plusieurs événements de la Croisade.

### Expansion de Campus Crusade au-delà de l'UCLA
Le succès de Bright à l'UCLA le conduit à établir des branches de Campus Crusade dans plusieurs autres universités américaines.
L'expansion de Campus Crusade sur plusieurs campus américains crée des frictions avec d'autres groupes chrétiens du campus, notamment l'InterVarsity Christian Fellowship et les aumôniers libéraux du campus, qui sont en désaccord avec le ton évangélique du ministère de Bright. En 1956, Bright écrit une présentation évangélique de 20 minutes intitulée « Le plan de Dieu pour votre vie », qui donne le ton au programme d'évangélisation de Campus Crusade. Bright s'est également initialement associé à l'université fondamentaliste Bob Jones. Cependant, la relation se détériore après que Bright se soit rangé du côté de Billy Graham, qui a accepté le parrainage de protestants libéraux pour sa croisade de 1957 à New York. En réponse, Bob Jones Sr. et son fils Bob Jones Jr. rompent leurs relations avec le ministère de Bright. Selon Turner, cette rupture avec l'université Bob Jones conduit Bright à graviter vers l'aile « néo-évangélique » du mouvement protestant, qui est associée à l'évangélisation coopérative de Billy Graham.
En 2011, Campus Crusade for Christ compte 25 000 missionnaires dans 191 pays.

## Fin de carrière
Bright est titulaire de cinq doctorats honorifiques : un doctorat en droit de l'Université nationale de Corée Jeonbuk, un doctorat en théologie de l'Université John Brown, un doctorat en lettres du Séminaire Houghton, un doctorat en théologie du Los Angeles Bible College and Seminary et un doctorat en droit de l'Université Pepperdine.
En 1975, avec son collègue évangéliste Loren Cunningham (fondateur de Jeunesse en Mission) et le théologien Francis Schaeffer, Bright est l'un des fondateurs de ce qui est appelé plus tard le Mandat des Sept Montagnes. L'idée est ensuite popularisée par le pasteur de l'Église Bethel, Bill Johnson (pasteur) (en), et Lance Wallnau (en), entre autres. Le concept repose sur la prise de contrôle par les chrétiens de sept sphères d'influence sociétales : « la famille, la religion, l'éducation, les médias, l'art, l'économie et le gouvernement »,.
En 1983, il préside le Comité national pour l'Année nationale de la Bible. Il est nommé lauréat 1996 de la bourse de 1,1 million de dollars du Prix Templeton.
Bright cofonde l'Alliance Defense Fund, qui finance des litiges très médiatisés en faveur des droits des chrétiens garantis par le Premier Amendement. Il cosigne la lettre de 2002, qui expose les fondements d'une guerre juste pour l'invasion de l'Irak en 2003, fournissant ainsi un fondement théologique à l'invasion planifiée par le président George W. Bush.
Il produit le film Jesus en 1979, distribué par Warner Bros. aux États-Unis. C'est un échec financier, perdant environ 2 millions de dollars.
En 1988, il mène la protestation contre le film de Martin Scorsese La Dernière Tentation du Christ et il qualifie le film de « blasphématoire ». Il propose d'acheter le négatif du film à Universal afin de le détruire.
Bright est décédé le 19 juillet 2003 à Orlando, en Floride. Son épouse est décédée en 2015,.